# 卡塞尔大学
卡塞尔大学是位于德国黑森州卡塞尔的一所公立大学。学校的重点领域是技术与环境科学，教育与社会研究，艺术与教师深造。
大学各系院分散于卡塞尔市内多个地点。农业经济学院定点于40公里以外的小镇维岑豪森（德语：Witzenhausen）。学校中心位于荷兰广场校园，即之前亨舍尔机械与车辆制造工厂所在地，这里也是大学的行政总部。

## 学校历史

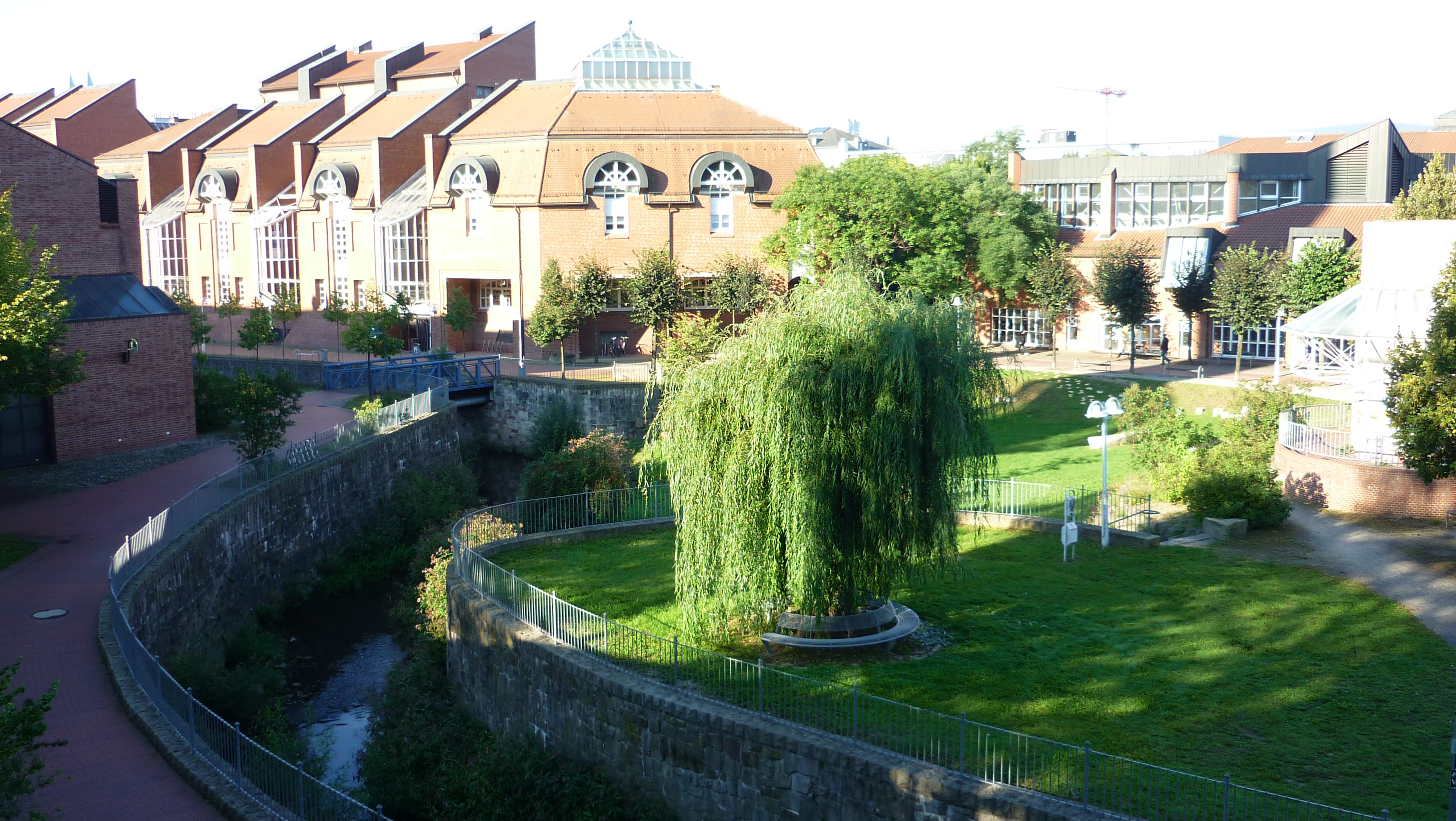
荷兰广场主校区主食堂

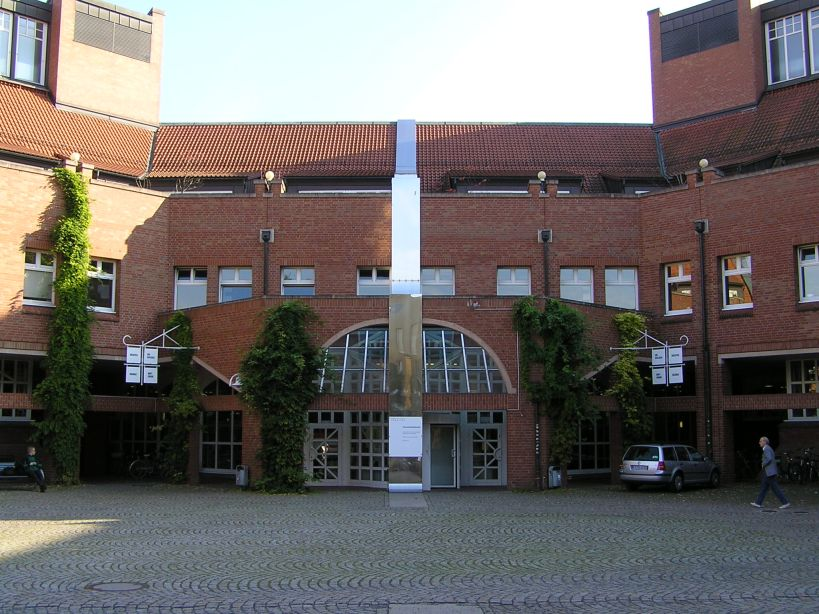
卡塞尔大学荷兰高地广场校园的图书馆大门

早在1633年，卡塞尔就被称为大学城，直到二十年后马尔堡大学在马尔堡建立为止。
弗里德里希二世于1777年创建了艺术学院，也即今天的艺术专科学院；此外于1832年建立的，由化学家海因里希·布富，弗里德里希·维勒，罗伯特·威廉·本生授课及领导的高等职业教育学校(理工学院)，还有卡塞尔国家建筑学校(1963年起改名为工程学院)都可被视为卡塞尔大学的前身。
1866年官方曾计划将理工学院改建为理工类学校或大学，由于资金问题，这一计划最终未能实施。取而代之的是，1870年亚琛工业大学正式建立)。在临近的维岑豪森市，1898年建立了德国殖民地学校(热带学校)，以便为开发德国海外殖民地的居民提供农业方面的教育。今天第11类专业，即生态农业科学的校园就坐落在此。
1958年，首次建立大学的呼声四起，随后又有公民倡议被提出。1970年黑森州议会作出决议，建立一所综合性大学；时任黑森州文化部部长的路德维希·冯·弗里德贝格具体负责卡塞尔综合大学的创建工作。1971年10月25日开始教学；一年后诞生了首位校长——维拉·吕迪格女士；根据新的卡塞尔模式设立的首个分级制学位教育于1974年开始实行；一年后，恩斯特·烏爾利希·馮·魏茨澤克教授被选为GhK的新一任校长。荷兰高地广场(Hopla)的校园于1985年开始使用,在其20周年庆时，超过1.6万名学生登记参加。
1993年学校的管理层决定将校名改为卡塞尔大学。同年，大学加入了德国科学基金会。受益于外部赞助，2001年冬季学期开始时，卡塞尔大学又增添了两门跨学科专业，分别是计算机及经济工程。
2001年2月15日，卡塞尔大学迎来了第一个校庆日，同时也是建校30周年庆。2003年大学名称中的"Gesamthochschule"又被去掉，从此之后就一直被称为"Universitaet Kassel"。
2004年大学开设了新的学士和硕士学科，同年冬季学期又增加了几门理科硕士学科，如机械电子，纳米结构科学。为了配合博洛尼亚进程下模块化的要求，大学开始着手学分制改革以及学习计划的集中化和自动化。到2010年。学生总数首次突破2万人。
2021是卡塞尔大学成为综合性大学的50年校庆。

## 教学与研究
卡塞尔大学的研究领域历来比较广泛，通常是跨学科的；归纳起来主要有四方面，即“自然，科技，艺术，社科”。研究重心包括：环境研究，技术工程科学(建造学，电气工程学，机械制造，成型技术)，信息学和纳米结构科学，社会科学（全球化研究，发展性合作），还有艺术以及设计。
开设的大量硕士课程倾向于国际化，以英语授课。除了大量提供给在校生的从业资格教育以外，卡塞尔大学还向在职人士提供再教育的课程。卡塞尔大学的校训即所谓的卡塞尔模式 — 一个与大量实践所练习的教学理念：所有专业必须经过正规的实习才能毕业。
以环境系统(CESR),高等教育(INCHER),气候保护及适应(CliMA)为主的研究所在其各自的领域都是独一无二，享誉国际的。此外，环境友好建筑研究中心(ZUB)以及弗劳恩霍夫建筑物理研究中心(IPB)设在卡塞尔大学的代表处也极大地提高了大学在研究领域的声誉。
卡塞尔大学在欧盟范围内通过与200多个所合作高校，200多个交流项目(苏格拉底项目及伊拉姆斯项目)的方式，促成职业教育的全球化以及师生在全球范围内的交换学习。此外学校还为那些短期留德深造的外国学者提供特色暑假和寒假课程，这两种特色课程都包括了可再生能源，环境，德语和文化方面的课题。
卡塞尔大学校图书馆藏书190万册，手写稿1万份。最古老的文献可以追溯到公元6世纪。

## 校园文化生活
在2002第十一届卡塞尔文献展举行之际，学生文化中心“K19”也开始对外营业。它由原来亨舍尔工厂的维修库改建而成，配置了先进的会议设备；现在经常举办各类文化活动。
在网站UNICUM.DE举办的“2010年度大学食堂”评比中，卡塞尔大学荷兰广场校园的K10（建筑规划景观学院）名列全德第三。

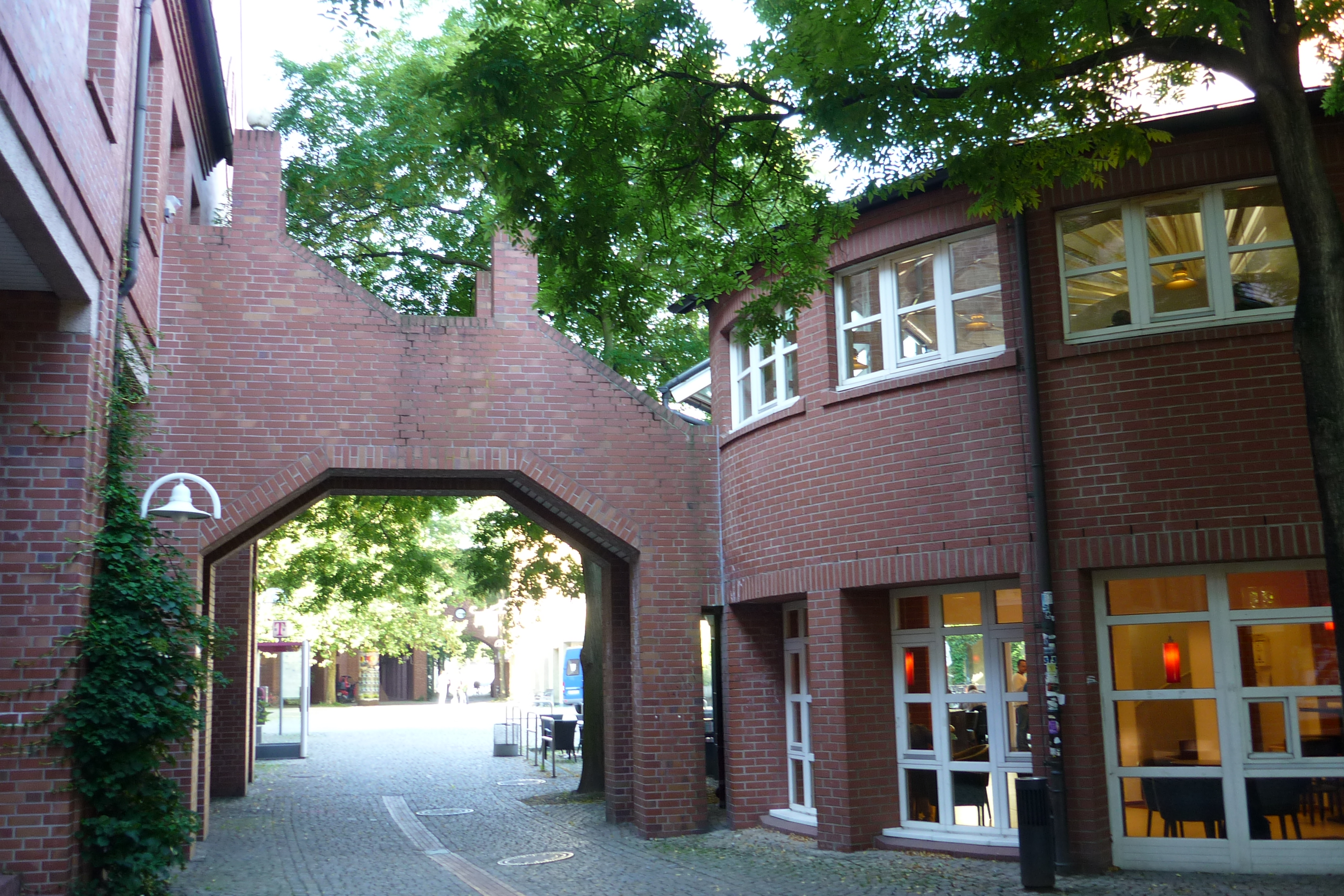
校园小径和咖啡屋
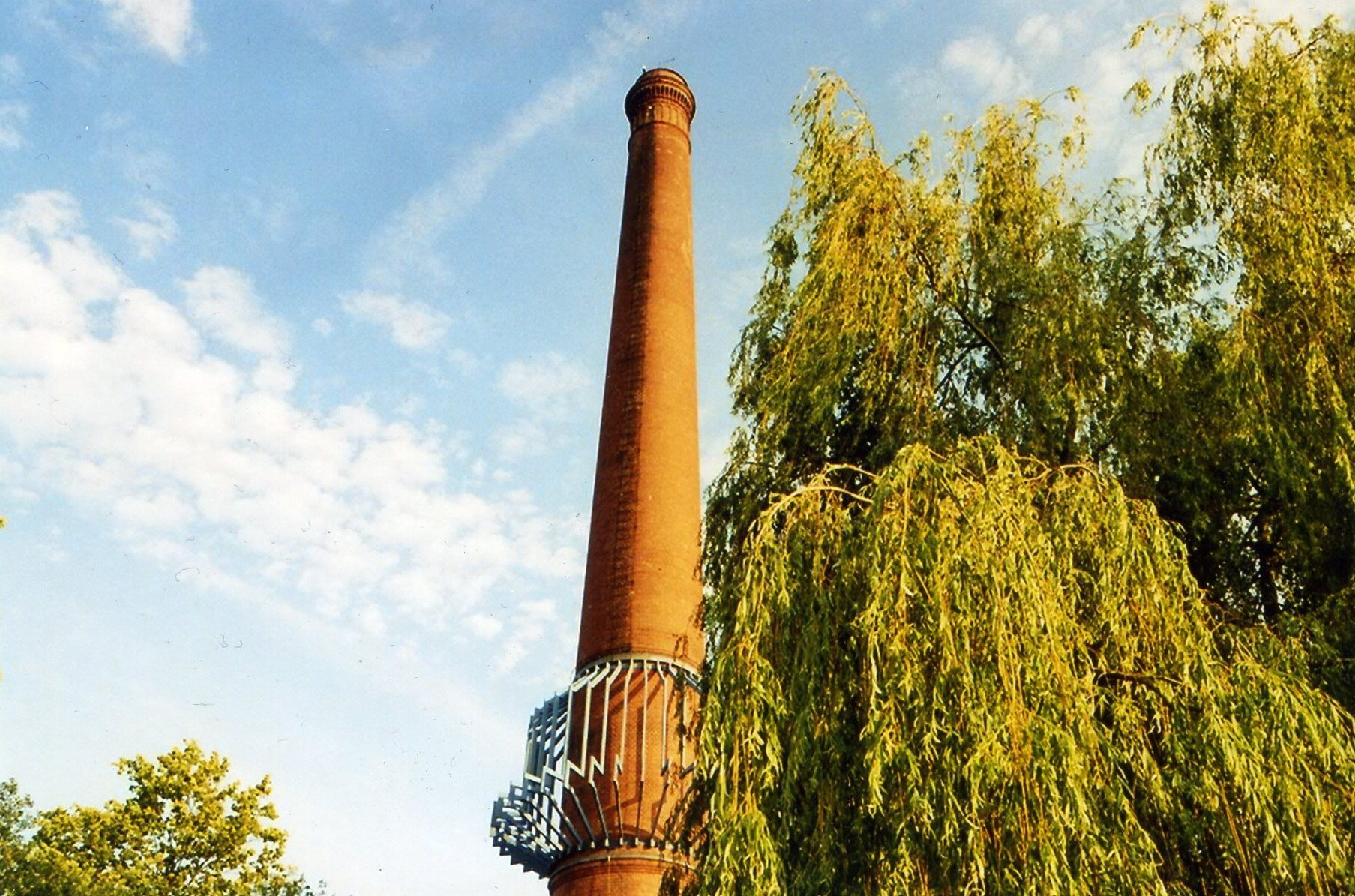
亨舍尔烟囱位于校园中心
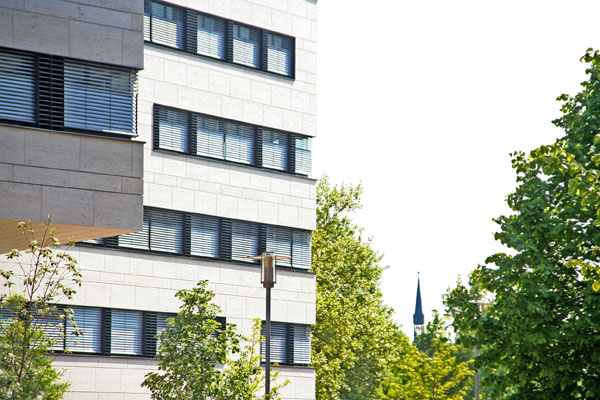
语言教育中心新楼
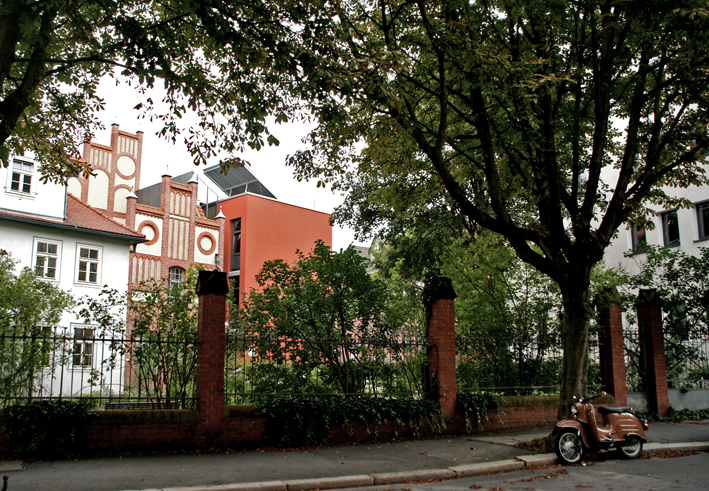
位于戈特沙尔克路上的环境研究中心，从左到右建筑依次为：Fachwerkhaus，Kolbenseeger，HaFeKa
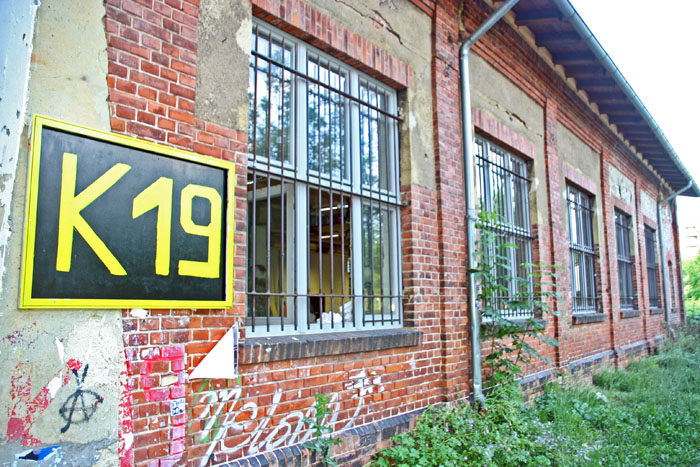
位于莫利茨路上的K19
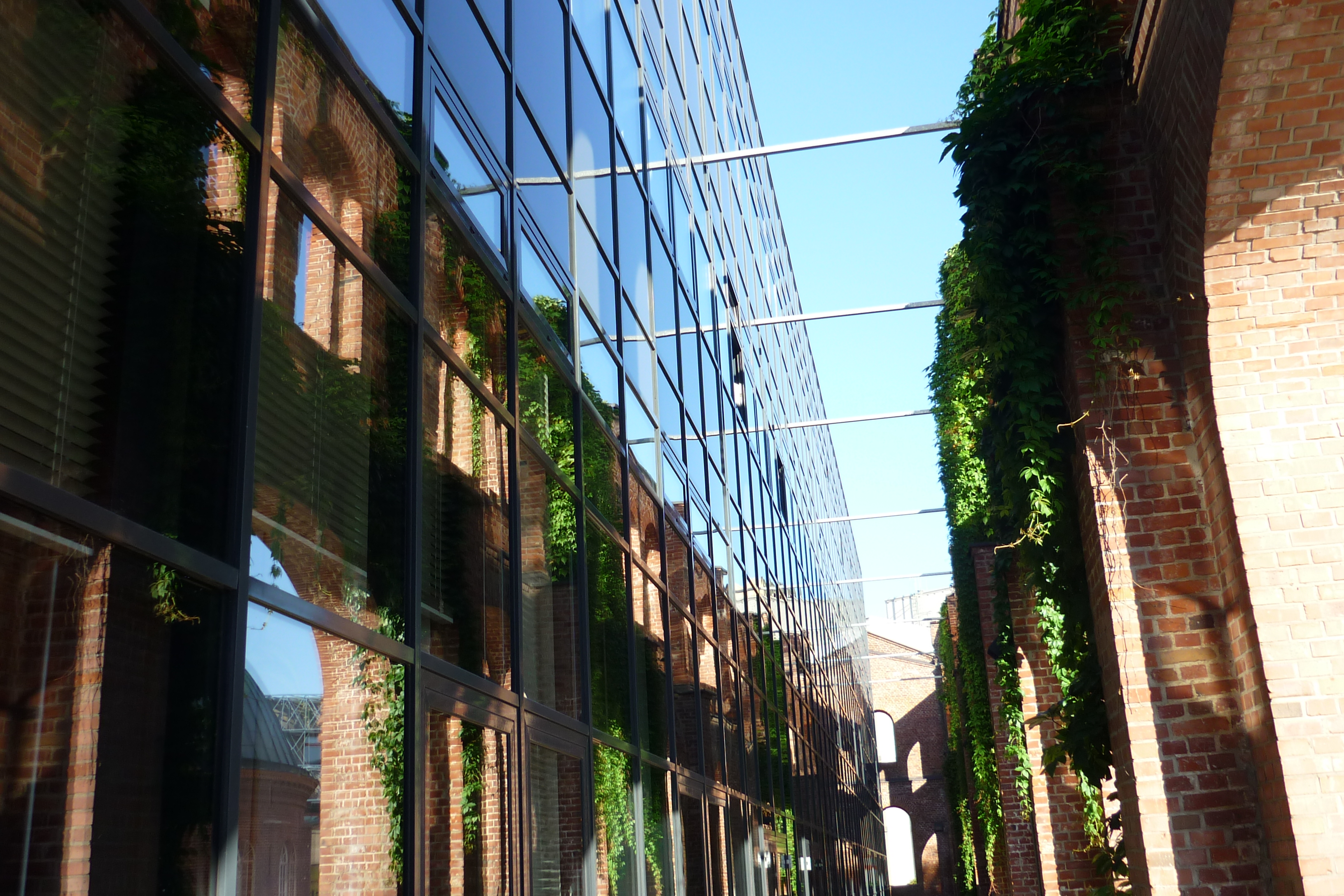
卡塞尔大学索菲亨舍尔楼
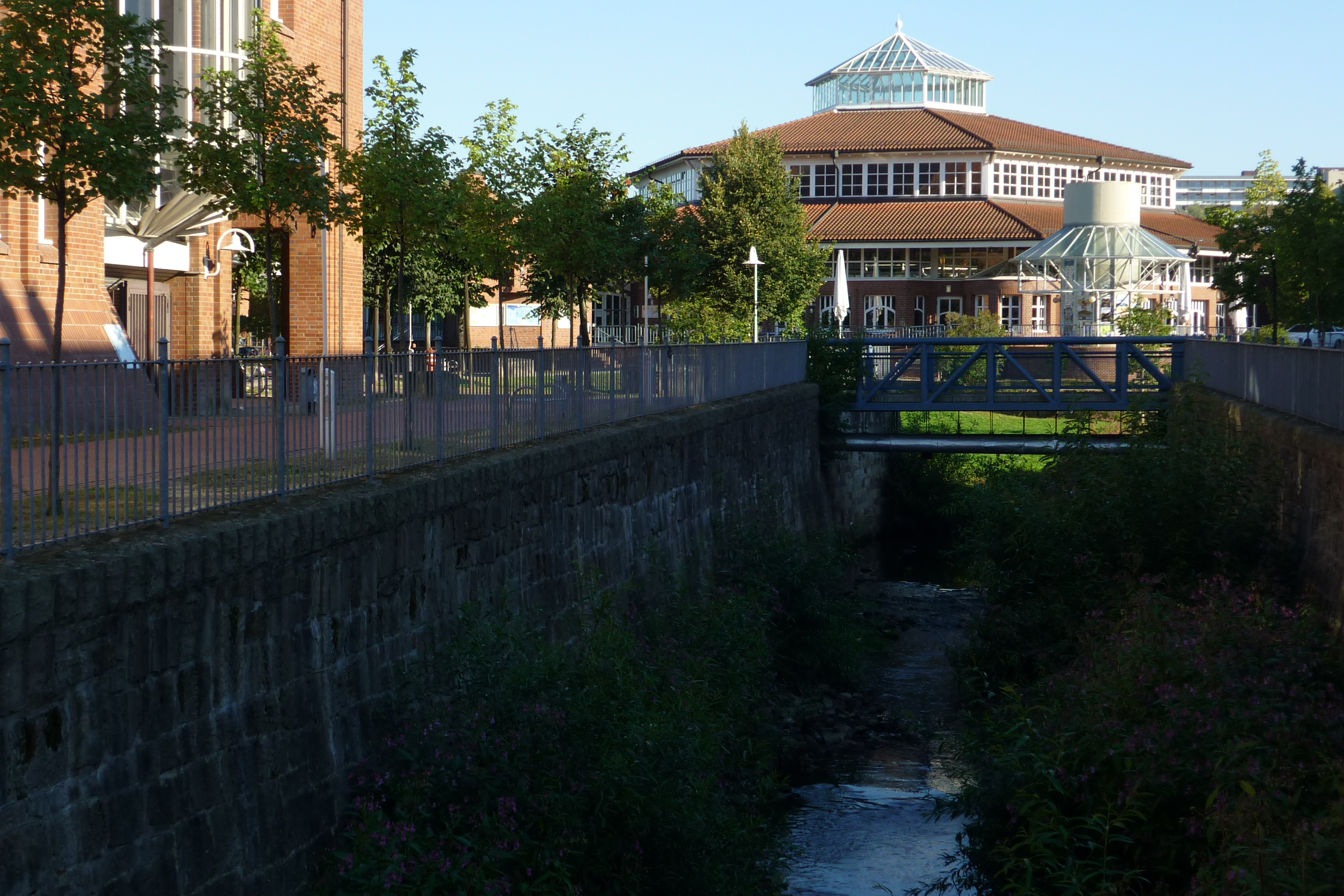
从阿纳河望向学校主食堂

## 学院（系）
- 1学院：人类学（教育学，音乐，心理学，社会福利学）
- 2学院：精神文化学（语言文学，哲学，理论学）
- 5学院：社会科学（历史，地理，政治，社会学，体育）
- 6学院：ASL-建筑学，城市规划，景观规划
- 7学院：经济学
- 10学院：数学与自然科学
- 11学院：生态农业科学
- 14学院：土木工程与环境工程
- 15学院：机械制造
- 16学院：电气工程学或信息学
- 20学院：卡塞尔艺术学院

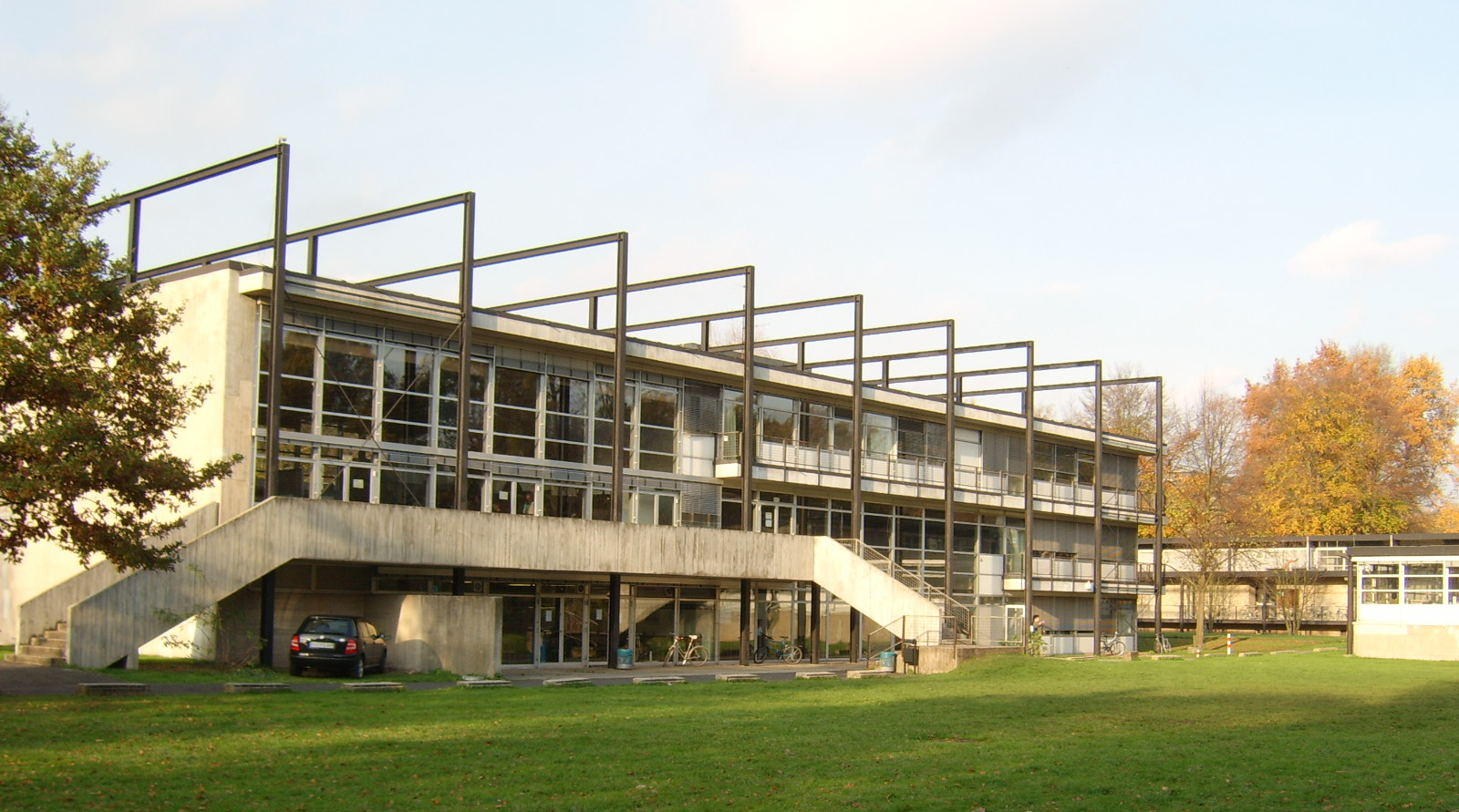
卡塞尔艺术学院
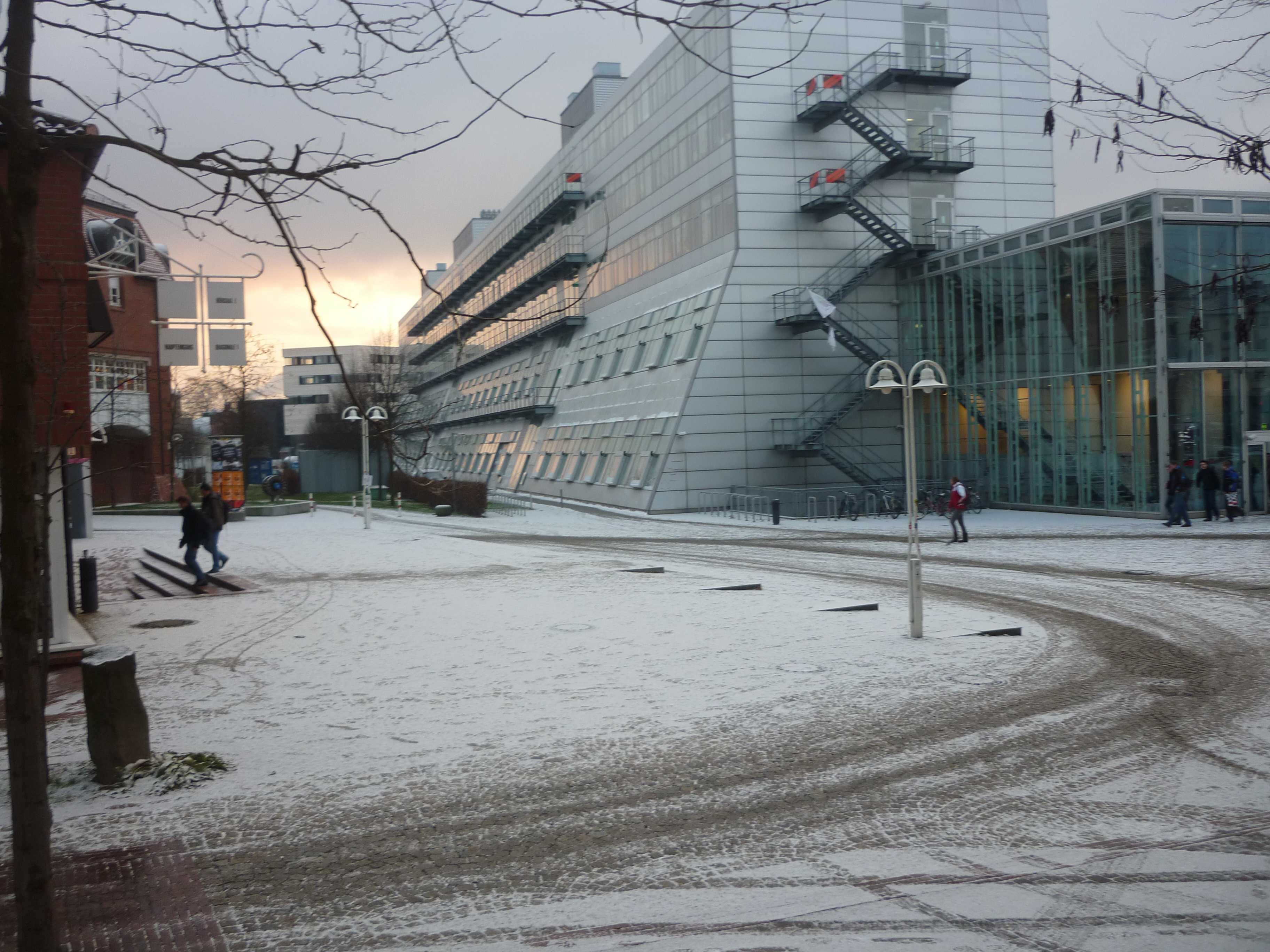
位于荷兰广场校园入口处的土木工程学院教学楼
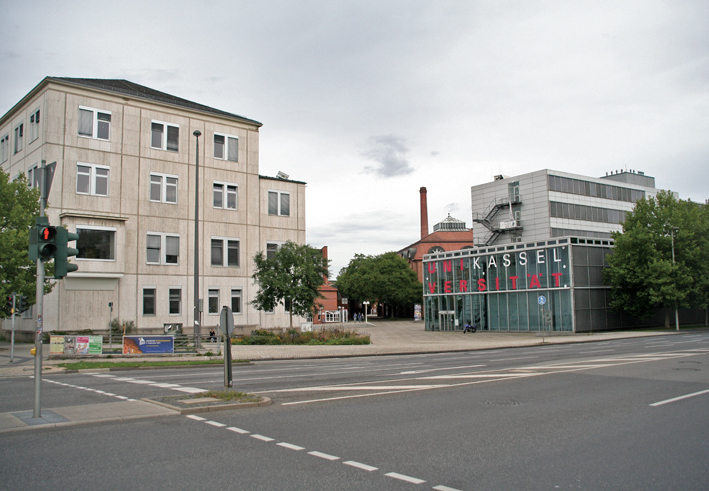
荷兰广场校区入口，左边为建筑城规景观学院教学楼K10，右为土木学院楼

## 科学中心与特别机构
- 环境系统研究中心(CESR)
- 跨学科纳米结构科学与技术中心(CINSaT)
- 卡塞尔高校研究国际中心(INCHER)
- 气候保护及适应研究中心(CliMA)
- 环境研究与教学研究生中心(GradZ Umwelt)
- 信息系统设计研究中心(ITeG)[4]
- 机动车研究联盟(FAST)
- 分散式电气节能技术研究中心(KDEE)

## 校友
- 君特·克莱默(艾思玛太阳能技术股份公司)
- 吕迪格·克虏伯(1951年生，职业经理人)
- 瓦特·霍夫曼(1952年生，政治家)
- 哈拉德·金培尔(1950年生，艺术家，策展人)
- 克劳斯·斯坦(1968年生，纪录片导演，凭纪录片《世界领袖》获阿道夫·格里姆奖)
- 托马斯·斯特尔迈赫(1965年生，凭《寻找》获1996年奥斯卡最佳动画短片奖)
- 霍斯特·瓦克巴特(1950年生，摄影艺术家)

## 教授
- 海因茨·布德(2000),社会学家
- 艾克·亨尼希(1981)，政治学家，社会学家
- 马丁·基彭贝尔格(1992)，画家，装置艺术家，表演艺术家，雕塑家，摄影师
- 乌尔里希·库切拉(1992)，植物生理学家，进化论学者，2002年起担任德国演化生物学工作小组带头人，2004-2007年间担任德国生物学家协会副会长
- 扬·马克·莱迈斯特(2008)，经济信息学家
- 艾拉·纽泽尔(1988),名誉教授，高校研究，参与卡塞尔大学的建立
- 温弗莱德·诺特(1978),英语学家，语言学家，符号学家
- 弗里德里希·奥托(1989),计算机科学家
- 本德·欧维温(1996)，政治学家，教育学家
- 亚历山大·霍斯纳格尔(1992),法学家
- 沃夫迪特里希·施密特·寇瓦茨克(1971),哲学家
- 赫尔穆特·施奈德(1991)，历史学家
- 约翰内斯·恩斯特·塞菲特(1925-2009),哲学家，教育家
- 汉斯·奥托·斯皮尔曼(1972),日尔曼语学家，语言学家
- 胡贝尔特·威格尔(1994)，2007年起担任德国环境与自然保护联盟(BUND)负责人
- 拉尔夫·瓦格纳(2006),经济学家
- Christoph Scherrer, 国际政治经济学家

## 脚注
1. 1 2 3 4  .   [5 November 2022]. （原始内容存档于2019-01-24） （德语）.
2. 1 2  .   [8 February 2022]. （原始内容存档于2022-02-08） （英语）.
3. ↑  文献《卡塞尔建筑工程教育40年》
4. ↑  .   [2010-12-14]. （原始内容存档于2010-12-06）.